# معتمدية نبر
معتمدية نبر إحدى معتمديات الجمهورية التونسية، تابعة لولاية الكاف في إقليم الشمال الغربي.